# Acomys johannis
Acomys johannis (Голчаста миша Джохана; Thomas, 1912) — вид мишей родини Мишеві (Muridae).

## Історія вивчення
Вперше вид був описаний Олдфілдом Томасом в 1912 році на плато Баучі, що в північній Нігерії.

## Поширення
Населяє Буркіну-Фасо, південний Нігер, північний Бенін, Нігерію та північний Камерун.

## Опис
Проживає в норах в субтропічних і тропічних скребах, субтропічних і тропічних низинних луках та нагір'ях.